# SPN構造
SPN構造（エスピーエヌこうぞう、Substitution Permutation Network Structure）は、ブロック暗号の構成法の一種である。ほとんどのブロック暗号は、実装コストを効率化するため、同一のラウンド関数を繰り返す「繰返し暗号」になっていて、SPN構造は繰返し暗号の代表的な構成法である。他の構成としてはFeistel構造がある。

## 概要
小さな非線形置換 (Substitution) とそれを処理ブロック単位に拡大する転置 (Permutation) からなる構造からSPN構造と呼ばれる。暗号に求められる性質の一つに、暗号文から平文を復号できること（復号可能性）があるが、SPN構造は、置換および転置の逆変換を行うことで復号を実現するため、置換及び転置の両方が全単射である必要がある。(このため、置換の入力ビット数と出力ビット数は同一である必要がある。)
AES、Hierocrypt、Serpentなど多くのブロック暗号でSPN構造は採用されている。

### 利点
- 1ラウンドあたりブロック全体が撹拌される
- Feistel構造と同様の撹拌性を得るためのラウンド数が少なくてすむ

### 欠点
- 解析実績が少ない
- ラウンド関数の選択の自由度が小さい
- 暗号化と復号のルーチンを共通化できない。コードサイズ・回路規模などの点で、ソフトウェアおよびハードウェアでの実装性がFeistel構造に対して劣る